# HD27424
HD27424 — хімічно пекулярна зоря спектрального класу A3, що має видиму зоряну величину в смузі V приблизно  7,5.
Вона  розташована на відстані близько 1647,3 світлових років від Сонця.

## Пекулярний хімічний вміст
Зоряна атмосфера HD27424 має підвищений вміст 
Cr
.